# Zlatopil (oblast de Kharkiv)
Pour les articles homonymes, voir Zlatopil.
Zlatopil (en ukrainien : Златопіль), est une ville de l'oblast de Kharkiv, en Ukraine. Sa population s'élevait à 28 510 habitants au 1er janvier 2022. Jusqu'en 2024, la ville s'est nommée Pervomaïskyï (en ukrainien : Первома́йський). Elle dépend administrativement du raïon de Lozova.

## Géographie
Bien que située à seulement 25 kilomètres au sud-ouest de la rivière Donets, la ville appartient en fait au bassin hydrographique du fleuve Dniepr, via la rivière Orilka qui la baigne, puis la rivière Oril, affluent de rive gauche du Dniepr. De manière générale, la ville est très proche de la ligne de partage des eaux entre les bassins fluviaux du Don, sur son flanc nord-est, et du Dniepr, qui se développe au sud-ouest, via le bassin versant de la rivière Oril.

### Situation
Zlatopil est située à 67 km au sud de Kharkiv et à 425 km à l'est-sud-est de Kiev.

## Histoire

### Origine
En 1869, est mise en service la ligne de chemin de fer Koursk – Kharkiv – Sebastopol.
Un arrêt pour l'approvisionnement des locomotives en charbon et en eau est établi dans un village nommé Lykhatchove (en ukrainien : Лихачове). Un château d'eau est construit. L'agriculture demeure l'activité essentielle du village.

### XXesiècle
En 1929, lorsque commence la collectivisation de l'agriculture, une station de machines et de tracteurs (en) est créée à Lykhatchove.
Pendant la Seconde Guerre mondiale, le village est occupé par l'Allemagne nazie le 20 octobre 1941 et libéré le 16 septembre 1943 par le Front de la steppe de l'Armée rouge.
Le 24 juin 1952, le village est rebaptisé Pervomaïskyï, qui devient le centre administratif d'un raïon en 1965. L'importante usine chimique Khimprom est mise en service en 1968 au sud de l'agglomération, dont l'importance s'accroît alors rapidement.
Pervomaïskyï reçoit le statut de ville en 1991.

### XXIesiècle
En 2024, elle a été rebaptisée Zlatopil.

## Population
Recensements (*) ou estimations de la population :
| 1939 | 1959* | 1970*  | 1979*  | 1989*  |
| ---- | ----- | ------ | ------ | ------ |
| 600  | 7 503 | 15 666 | 31 141 | 37 474 |

| 2001*  | 2010   | 2011   | 2012   | 2013   |
| ------ | ------ | ------ | ------ | ------ |
| 32 523 | 30 910 | 30 842 | 31 166 | 31 061 |

| 2014   | 2015   | 2016   | 2017   | 2018   |
| ------ | ------ | ------ | ------ | ------ |
| 31 061 | 30 821 | 30 591 | 30 389 | 29 931 |

| 2019   | 2020   | 2021   | 2022   | - |
| ------ | ------ | ------ | ------ | - |
| 29 610 | 29 357 | 28 986 | 28 510 | - |